# BMW R4

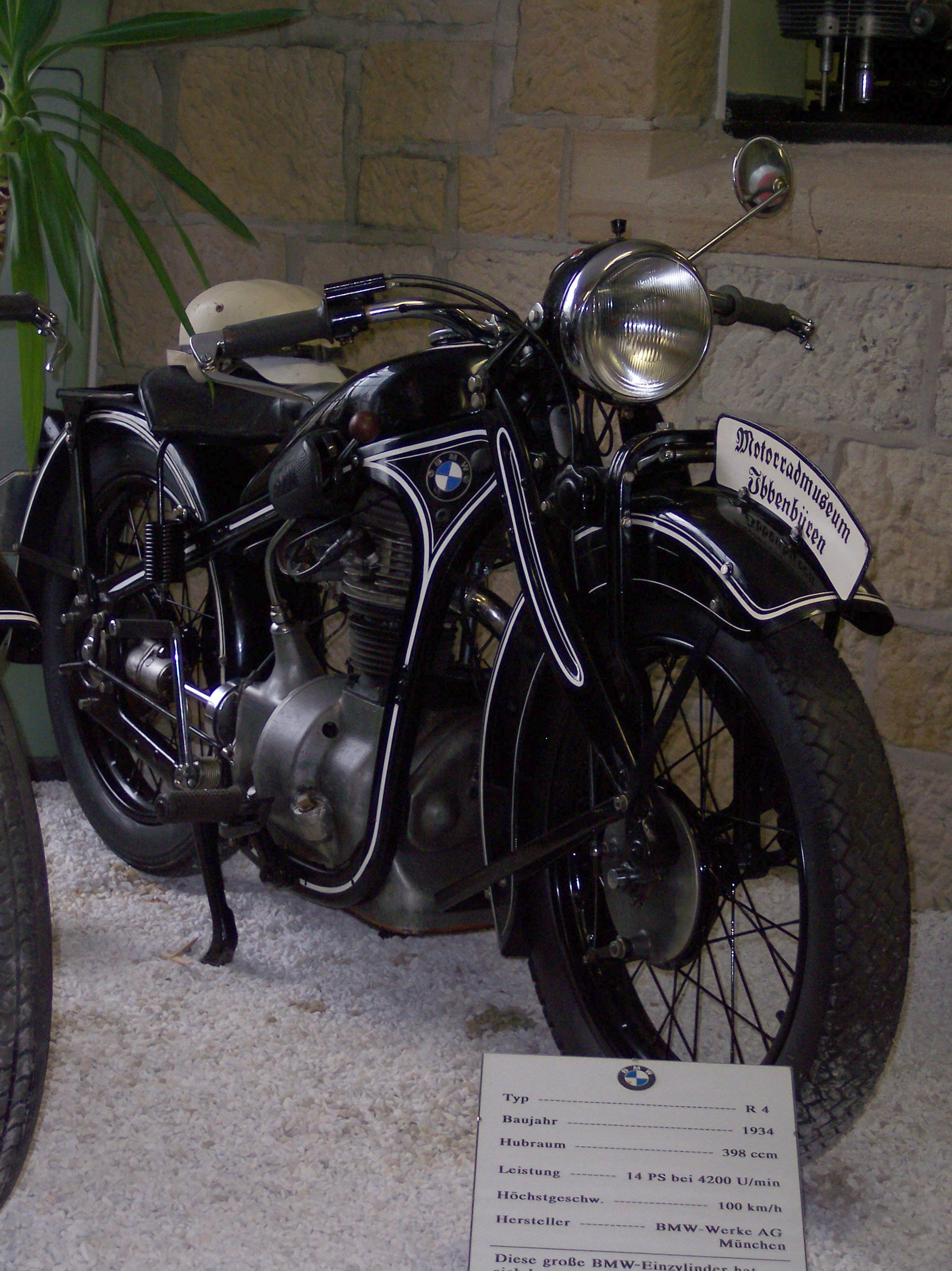
R 4 uit 1934

De BMW R 4 is een motorfiets van het merk BMW.
In 1932, één jaar na het verschijnen van de 200cc R 2, kwam BMW met deze 400cc eencilinder op de markt. De R 2 was bedoeld om tegemoet te komen aan mensen die, dankzij Duitse wetgeving, belasting- en rijbewijsvrij motor wilden rijden (dat gold voor motorfietsen met minder dan 200cc). De R 4 was duidelijk voor een andere doelgroep bestemd.
Het was een robuuste machine, met het inmiddels bekende dubbel wiegframe, dat als geklonken plaatframe was geconstrueerd. Er was geen achtervering, maar voor was een getrokken schommelvork met bladvering toegepast. Vóór en achter waren trommelremmen gebruikt. Zoals altijd had de machine asaandrijving. Dat was een sterk verkoopargument, omdat de motor op die manier veel onderhoudsvriendelijker was dan concurrenten met kettingaandrijving. Er bestonden immers nog geen O-ringenkettingen en daarom moesten kettingen regelmatig worden gereinigd (uitgekookt) en opnieuw worden ingevet.
Net als de R 2 werd ook de R 4 in vijf series gebouwd. Bij de eerste twee series was nog duidelijk de "afkomst" van de R 2 herkenbaar, bij de latere series waren de verschillen veel duidelijker.
- Serie I: vermogen: 12 pk, 3 versnellingen, gelijkstroomdynamo van 6V en 30W, geplaatst links onder het motorblok
- Serie II: Vermogen: 12 pk, 4 versnellingen, gelijkstroomdynamo van 6V en 30W, geplaatst links onder het motorblok
- Serie III:Vermogen: 14 pk, 4 versnellingen, gelijkstroomdynamo van 6V en 45W, geplaatst links onder het motorblok
- Serie IV:Vermogen: 14 pk, 4 versnellingen, gelijkstroomdynamo van 6V en 45W, geplaatst links boven het motorblok, vanwege minder vervuiling en een grotere doorwaaddiepte van de motor
- Serie V:Vermogen: 14 pk, 4 versnellingen, gelijkstroomdynamo van 6V en 45W, geplaatst links boven het motorblok

In totaal werden van de R 4 15.295 stuks gebouwd.

## Technische gegevens
| Periode         | 1931-1937                      | 1931-1937                    | 1931-1937                    |
| Categorie       | toermotor                      | toermotor                    | toermotor                    |
| Motortype       | kopklepmotor                   | kopklepmotor                 | kopklepmotor                 |
| Bouwwijze       | langsgeplaatste eencilinder    | langsgeplaatste eencilinder  | langsgeplaatste eencilinder  |
| boring          | 78 mm                          | 78 mm                        | 78 mm                        |
| slag            | 84 mm                          | 84 mm                        | 84 mm                        |
| Cilinderinhoud  | 398 cc                         | 398 cc                       | 398 cc                       |
| Max. Vermogen   | 9 kW/12 pk (later 10 kW\14 pk) |                              |                              |
| Topsnelheid     | 110 km/h                       | 110 km/h                     | 110 km/h                     |
| Aandrijving     | as                             | as                           | as                           |
| Rijwielgedeelte | dubbel wiegframe, plaatframe   | dubbel wiegframe, plaatframe | dubbel wiegframe, plaatframe |
| Drooggewicht    | 120 kg                         | 120 kg                       | 120 kg                       |
| Voorganger      | geen                           | geen                         | geen                         |
| Opvolger        | R 35                           | R 35                         | R 35                         |